# Großmeisterpalast (Rhodos)

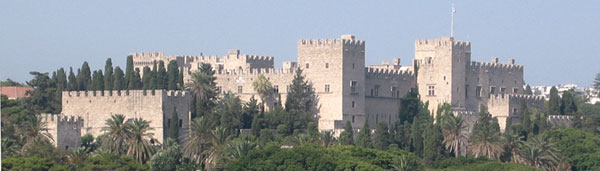
Großmeisterpalast in Rhodos

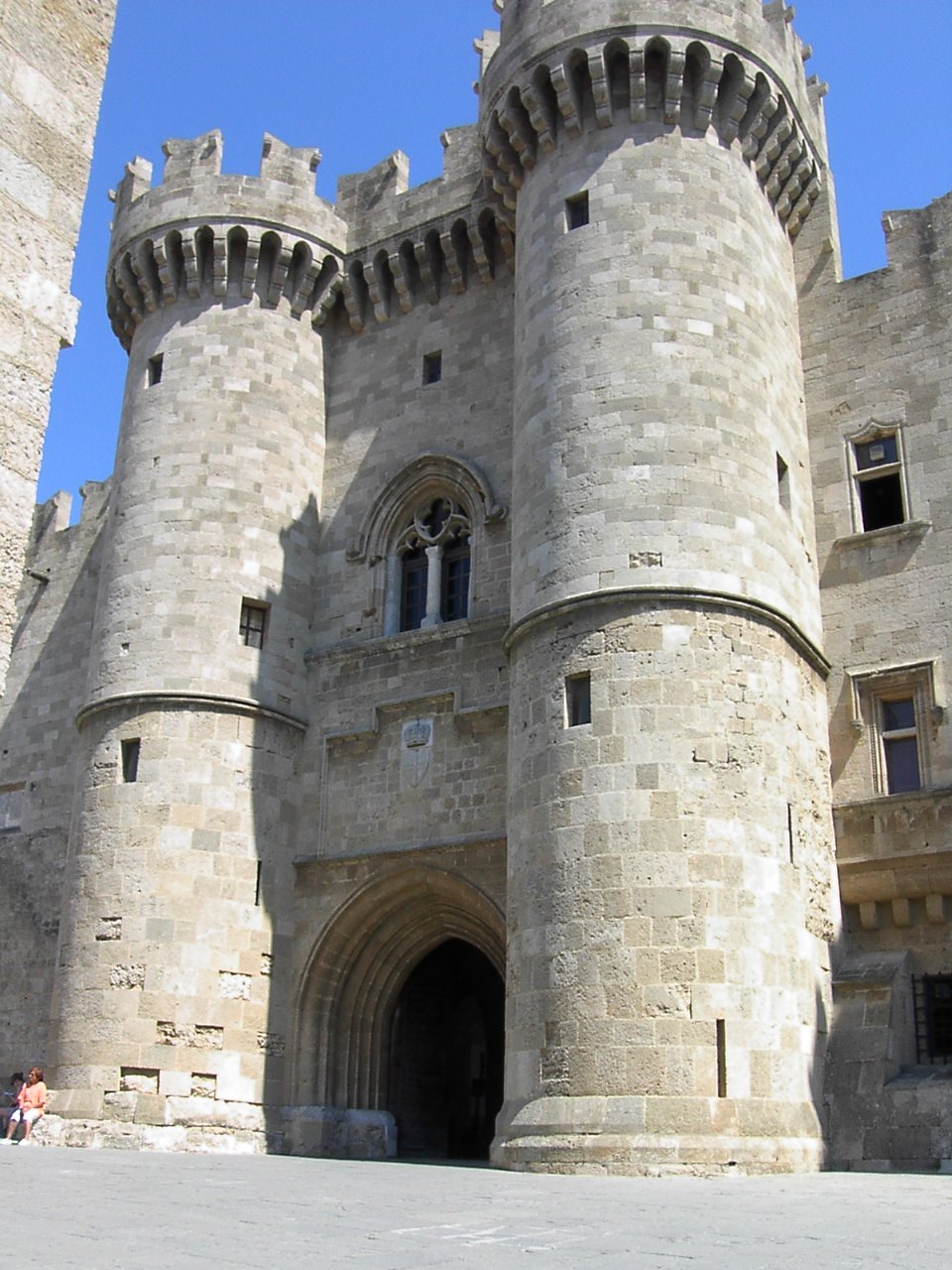
Hauptportal des Palasts

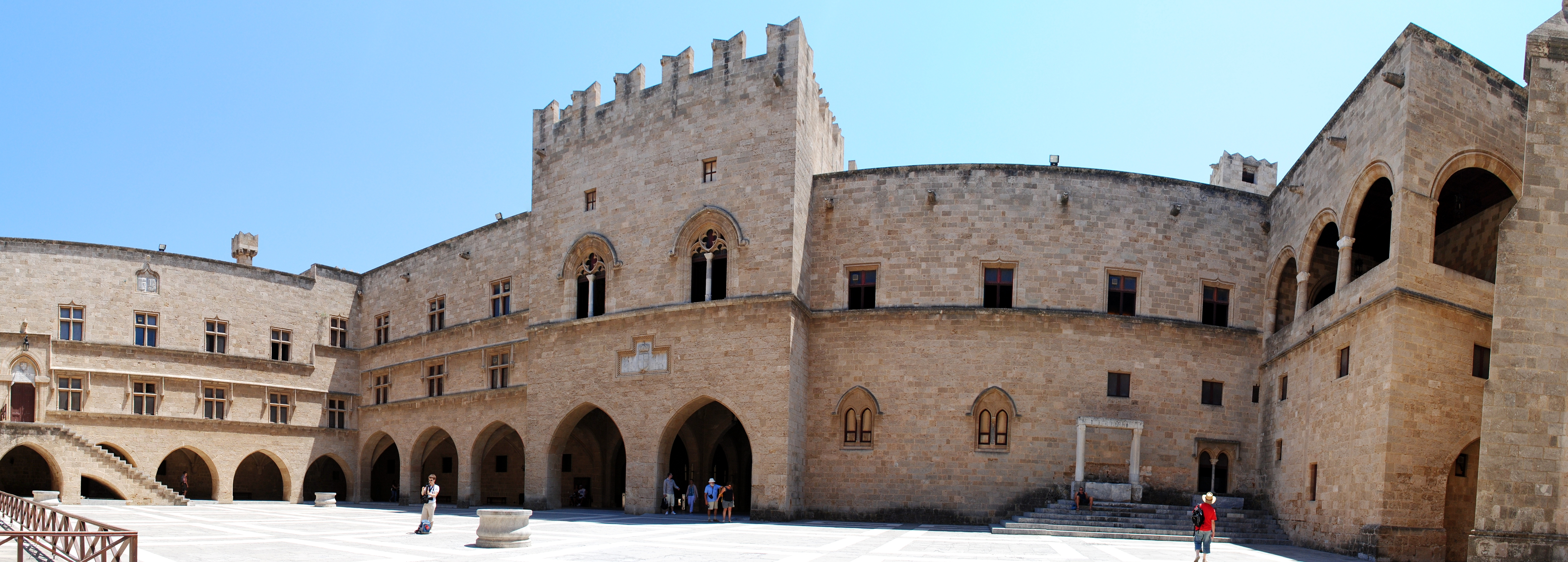
Panorama des Innenhofs

Der Palast der Großmeister war eine Burg und der Amtssitz der Großmeister des Johanniterordens in der Stadt Rhodos auf der Insel Rhodos. Der heutige Großmeisterpalast ist eine Rekonstruktion und ein Museum.

## Geschichte
In der Antike befand sich hier die "Untere Akropolis" von Rhodos mit dem Heliostempel. An der gleichen Stelle stand in byzantinischer Zeit eine Burg im Byzantinischen Baustil.
Der historische Großmeisterpalast wurde im 14. Jahrhundert errichtet und unter Helion de Villeneuve, dem zweiten Großmeister, fertiggestellt. 1522 eroberten die Osmanen durch eine Belagerung die Insel und nutzten die Anlage als Gefängnis und Magazin für Schießpulver. 1856 zerstörte eine große Explosion in der Pulverkammer die Zitadelle.
Der erste Stock stürzte dabei vollständig ein und im Lauf der Jahre blieb nur mehr eine Ruine. Während der italienischen Herrschaft wurde der Großmeisterpalast 1937 bis 1940 neu errichtet.

## Beschreibung
Der Palast, der mehr einer Festung ähnelt, hat die Maße 80 × 75 m. Diese Rekonstruktion wird heute als Teil des politisch motivierten monumentalen Bauprogramms des Faschismus auf Rhodos zum Teil kritisch gesehen. Im Original erhalten ist nur der Eingangsbereich mit seinen eindrucksvollen zwei Türmen. Der neu errichtete Palast war sowohl als Residenz für den italienischen Gouverneur, als auch als Urlaubsquartier für den italienischen König und später für Benito Mussolini vorgesehen. Beide kamen nicht dazu, ihn als solchen zu nutzen.
Heute wird der Palast als Museum mit wechselnden Ausstellungen genutzt.

## Großmeister des Johanniterordens auf Rhodos (1309–1522)
- 26. Helion de Villeneuve (1319–1346)
- 27. Dieudonné de Gozon (1346–1353)
- 28. Pierre de Corneillan (1353–1355)
- 29. Roger de Pins (1355–1365)
- 30. Raymond Berenger (1365–1374)
- 31. Robert de Juliac (1374–1376)
- 32. Jean Fernandez de Heredia (1376–1396)
- 33. Riccardo Caracciolo (1383–1395)
- 34. Philibert de Naillac (1396–1421)
- 35. Antonio Fluvian de la Riviere (1421–1437)
- 36. Jean de Lastic (1437–1454)
- 37. Jacques de Milly (1454–1461)
- 38. Piero Raimondo Zacosta (1461–1467)
- 39. Giovanni Battista Orsini (1467–1476)
- 40. Pierre d’Aubusson (1476–1503)
- 41. Emery d’Amboise (1503–1512)
- 42. Guy de Blanchefort (1512–1513)
- 43. Fabrizio del Carretto (1513–1521)
- 44. Philippe de Villiers de l’Isle-Adam (1521–1534)